# Calificările pentru Campionatul Mondial de Fotbal 2014 (UEFA) – Grupa B
Grupa B din Calificările pentru Campionatul Mondial de Fotbal 2014 (UEFA) a fost o grupă din zona de calificări UEFA pentru Campionatul Mondial de Fotbal 2014.

## Clasament
| Echipa    | MJ | V | E | Î | GM | GP | G   | Pct |
| --------- | -- | - | - | - | -- | -- | --- | --- |
| Italia    | 10 | 6 | 4 | 0 | 19 | 9  | +10 | 22  |
| Danemarca | 10 | 4 | 4 | 2 | 17 | 12 | +5  | 16  |
| Cehia     | 10 | 4 | 3 | 3 | 13 | 9  | +4  | 15  |
| Bulgaria  | 10 | 3 | 4 | 3 | 14 | 9  | +5  | 13  |
| Armenia   | 10 | 4 | 1 | 5 | 12 | 13 | −1  | 13  |
| Malta     | 10 | 1 | 0 | 9 | 5  | 28 | −23 | 3   |

|           | Armenia | Bulgaria | Cehia | Danemarca | Italia | Malta |
| --------- | ------- | -------- | ----- | --------- | ------ | ----- |
| Armenia   | —       | 2–1      | 0–3   | 0–1       | 1–3    | 0–1   |
| Bulgaria  | 1–0     | —        | 0–1   | 1–1       | 2–2    | 6–0   |
| Cehia     | 1–2     | 0–0      | —     | 0–3       | 0–0    | 3–1   |
| Danemarca | 0–4     | 1–1      | 0–0   | —         | 2–2    | 6–0   |
| Italia    | 2–2     | 1–0      | 2–1   | 3–1       | —      | 2–0   |
| Malta     | 0–1     | 1–2      | 1–4   | 1–2       | 0–2    | —     |

     Câștigătoarea grupei s-a calificat direct la Campionatul Mondial de Fotbal 2014
Danemarca a fost cea mai prost clasată dintre echipele de pe locul doi din grupe, și a ratat calificarea în play-off.

## Meciuri
Programul meciurilor a fost stabilit la o întâlnire în Praga, Cehia, pe 28 noiembrie 2011.
| Malta | 0–1    | Armenia      |
| ----- | ------ | ------------ |
|       | Report | Sarkisov 70' |

| Bulgaria                   | 2–2    | Italia           |
| -------------------------- | ------ | ---------------- |
| Manolev 30' G. Milanov 66' | Report | Osvaldo 36', 40' |

| Danemarca | 0–0    | Cehia |
| --------- | ------ | ----- |
|           | Report |       |

| Bulgaria    | 1–0    | Armenia |
| ----------- | ------ | ------- |
| Manolev 43' | Report |         |

| Italia                 | 2–0    | Malta |
| ---------------------- | ------ | ----- |
| Destro 5' Peluso 90+2' | Report |       |

| Cehia                                    | 3–1    | Malta      |
| ---------------------------------------- | ------ | ---------- |
| Gebre Selassie 34' Pekhart 52' Rezek 67' | Report | Briffa 38' |

| Armenia        | 1–3    | Italia                                    |
| -------------- | ------ | ----------------------------------------- |
| Mkhitaryan 28' | Report | Pirlo 11' (pen.) De Rossi 64' Osvaldo 82' |

| Bulgaria    | 1–1    | Danemarca    |
| ----------- | ------ | ------------ |
| Rangelov 7' | Report | Bendtner 40' |

| Cehia | 0–0    | Bulgaria |
| ----- | ------ | -------- |
|       | Report |          |

| Italia                                   | 3–1    | Danemarca   |
| ---------------------------------------- | ------ | ----------- |
| Montolivo 34' De Rossi 37' Balotelli 54' | Report | Kvist 45+1' |

| Bulgaria                                                | 6–0    | Malta |
| ------------------------------------------------------- | ------ | ----- |
| Tonev 6', 38', 68' I. Popov 47' Gargorov 55' Ivanov 78' | Report |       |

| Cehia | 0–3    | Danemarca                          |
| ----- | ------ | ---------------------------------- |
|       | Report | Cornelius 57' Kjær 67' Zimling 83' |

| Armenia | 0–3    | Cehia                      |
| ------- | ------ | -------------------------- |
|         | Report | Vydra 47', 81' Kolář 90+4' |

| Danemarca        | 1–1    | Bulgaria    |
| ---------------- | ------ | ----------- |
| Agger 63' (pen.) | Report | Manolev 51' |

| Malta | 0–2    | Italia                   |
| ----- | ------ | ------------------------ |
|       | Report | Balotelli 8' (pen.), 45' |

| Armenia | 0–1    | Malta     |
| ------- | ------ | --------- |
|         | Report | Mifsud 8' |

| Cehia | 0–0    | Italia |
| ----- | ------ | ------ |
|       | Report |        |

| Danemarca | 0–4    | Armenia                                      |
| --------- | ------ | -------------------------------------------- |
|           | Report | Movsisyan 1', 59' Özbiliz 19' Mkhitaryan 82' |

| Cehia       | 1–2    | Armenia                       |
| ----------- | ------ | ----------------------------- |
| Rosický 70' | Report | Mkrtchyan 30' Ghazaryan 90+2' |

| Malta      | 1–2    | Danemarca                         |
| ---------- | ------ | --------------------------------- |
| Failla 38' | Report | Andreasen 2' Camilleri 52' (o.g.) |

| Italia        | 1–0    | Bulgaria |
| ------------- | ------ | -------- |
| Gilardino 38' | Report |          |

| Armenia | 0–1    | Danemarca        |
| ------- | ------ | ---------------- |
|         | Report | Agger 73' (pen.) |

| Malta       | 1–2    | Bulgaria                 |
| ----------- | ------ | ------------------------ |
| Herrera 77' | Report | Dimitrov 9' Gargorov 59' |

| Italia                             | 2–1    | Cehia     |
| ---------------------------------- | ------ | --------- |
| Chiellini 51' Balotelli 54' (pen.) | Report | Kozák 19' |

| Armenia                     | 2–1    | Bulgaria  |
| --------------------------- | ------ | --------- |
| Özbiliz 45+1' Movsisyan 87' | Report | Popov 61' |

| Malta      | 1–4    | Cehia                                          |
| ---------- | ------ | ---------------------------------------------- |
| Mifsud 47' | Report | Hübschman 3' Lafata 33' Kadlec 51' Pekhart 90' |

| Danemarca           | 2–2    | Italia                     |
| ------------------- | ------ | -------------------------- |
| Bendtner 45+1', 79' | Report | Osvaldo 28' Aquilani 90+1' |

| Bulgaria | 0–1    | Cehia      |
| -------- | ------ | ---------- |
|          | Report | Dočkal 51' |

| Danemarca                                                               | 6–0    | Malta |
| ----------------------------------------------------------------------- | ------ | ----- |
| Rasmussen 8', 74' Agger 11' (pen.), 39' (pen.) Bjelland 28' Nielsen 84' | Report |       |

| Italia                     | 2–2    | Armenia                     |
| -------------------------- | ------ | --------------------------- |
| Florenzi 24' Balotelli 76' | Report | Movsisyan 5' Mkhitaryan 70' |

Note
1. ↑  Bulgaria v Malta was played without spectators due to sanctions imposed by FIFA as a result of racist chanting by Bulgarian supporters.[3]

## Marcatori
S-au marcat 80 de goluri în 30 de meciuri, cu o medie de 2,63 goluri per meci.
5 goals
| - Mario Balotelli |

4 goals
| - Yura Movsisyan | - Daniel Agger | - Pablo Daniel Osvaldo |

3 goals
| - Henrikh Mkhitaryan - Stanislav Manolev | - Aleksandar Tonev | - Nicklas Bendtner |

2 goals
| - Aras Özbiliz - Emil Gargorov - Ivelin Popov | - Tomáš Pekhart - Matěj Vydra - Morten Rasmussen | - Daniele De Rossi - Michael Mifsud |  |

1 goal
| - Gevorg Ghazaryan - Karlen Mkrtchyan - Artur Sarkisov - Radoslav Dimitrov - Ivan Ivanov - Georgi Milanov - Dimitar Rangelov - Bořek Dočkal - Theodor Gebre Selassie - Daniel Kolář - Libor Kozák - Jan Rezek | - Tomáš Rosický - Tomáš Hübschman - David Lafata - Václav Kadlec - Leon Andreasen - Andreas Bjelland - Andreas Cornelius - Simon Kjær - William Kvist - Nicki Bille Nielsen - Niki Zimling | - Giorgio Chiellini - Mattia Destro - Alessandro Florenzi - Alberto Gilardino - Riccardo Montolivo - Federico Peluso - Andrea Pirlo - Alberto Aquilani - Roderick Briffa - Clayton Failla - Edward Herrera |

1 autogol
| - Ryan Camilleri (vs Danemarca) |

## Disciplină
| Poz. | Jucător              | Țara      | Cartonaș galben | Cartonaș roșu | Suspendat pentru meciul                                            | Motiv              |
| ---- | -------------------- | --------- | --------------- | ------------- | ------------------------------------------------------------------ | ------------------ |
| DF   | Ivan Bandalovski     | Bulgaria  | 2               | 1             | vs Danemarca (12 October 2012)                                     | Eliminat           |
| MF   | Gevorg Ghazaryan     | Armenia   | 2               | 1             | vs Italy (12 October 2012)                                         | Cumul de cartonașe |
| FW   | Mario Balotelli      | Italia    | 3               | 1             | vs Bulgaria (6 September 2013)                                     | Eliminat           |
| FW   | Marcos Pizzelli      | Armenia   | 0               | 1             | vs Italy (12 October 2012)                                         | Eliminat           |
| FW   | Pablo Daniel Osvaldo | Italia    | 0               | 1             | vs Armenia (12 October 2012) vs Malta (26 March 2013               | Eliminat           |
| DF   | Sargis Hovsepyan     | Armenia   | 2               | 0             | vs Italy (12 October 2012)                                         | Cumul de cartonașe |
| FW   | Andreas Cornelius    | Danemarca | 2               | 0             | vs Italy (16 October 2012)                                         | Cumul de cartonașe |
| MF   | William Kvist        | Danemarca | 3               | 0             | vs Czech Republic (23 March 2013)                                  | Cumul de cartonașe |
| MF   | Karlen Mkrtchyan     | Armenia   | 2               | 0             | vs Czech Republic (26 March 2013)                                  | Cumul de cartonașe |
| DF   | Hrayr Mkoyan         | Armenia   | 2               | 0             | vs Czech Republic (26 March 2013)                                  | Cumul de cartonașe |
| MF   | Arthur Yedigaryan    | Armenia   | 5               | 0             | vs Czech Republic (26 March 2013) vs Danemarca (10 September 2013) | Cumul de cartonașe |
| MF   | Daniele De Rossi     | Italia    | 2               | 0             | vs Malta (26 March 2013)                                           | Cumul de cartonașe |
| DF   | Yordan Minev         | Bulgaria  | 2               | 0             | vs Danemarca (26 March 2013)                                       | Cumul de cartonașe |
| FW   | Nicolai Jørgensen    | Danemarca | 2               | 0             | vs Armenia (11 June 2013)                                          | Cumul de cartonașe |
| MF   | Georgi Milanov       | Bulgaria  | 2               | 0             | vs Italy (6 September 2013)                                        | Cumul de cartonașe |
| DF   | Luke Dimech          | Malta     | 2               | 0             | vs Danemarca (6 September 2013)                                    | Cumul de cartonașe |
| DF   | Alex Muscat          | Malta     | 2               | 0             | vs Danemarca (6 September 2013)                                    | Cumul de cartonașe |
| MF   | Vladimir Darida      | Cehia     | 2               | 0             | vs Armenia (6 September 2013)                                      | Cumul de cartonașe |
| DF   | Robert Arzumanyan    | Armenia   | 3               | 0             | vs Danemarca (10 September 2013)                                   | Cumul de cartonașe |
| FW   | Yura Movsisyan       | Armenia   | 3               | 0             | vs Danemarca (10 September 2013)                                   | Cumul de cartonașe |
| MF   | Roderick Briffa      | Malta     | 2               | 0             | vs Bulgaria (10 September 2013)                                    | Cumul de cartonașe |
| DF   | Varazdat Haroyan     | Armenia   | 3               | 1             | vs Bulgaria (11 October 2013)                                      | Eliminat           |
| MF   | André Schembri       | Malta     | 2               | 0             | vs Czech Republic (11 October 2013)                                | Cumul de cartonașe |
| MF   | Daniel Kolář         | Cehia     | 2               | 1             | vs Malta (11 October 2013)                                         | Eliminat           |
| ST   | Libor Kozák          | Cehia     | 2               | 0             | vs Malta (11 October 2013)                                         | Cumul de cartonașe |
| DF   | Yordan Minev         | Bulgaria  | 2               | 0             | vs Czech Republic (15 October 2013)                                | Cumul de cartonașe |
| MF   | Svetoslav Dyakov     | Bulgaria  | 3               | 1             | vs Czech Republic (15 October 2013)                                | Eliminat           |
| DF   | Nikolay Bodurov      | Bulgaria  | 1               | 1             | vs Czech Republic (15 October 2013)                                | Eliminat           |
| ST   | Michael Mifsud       | Malta     | 2               | 0             | vs Danemarca (15 October 2013)                                     | Cumul de cartonașe |
| DF   | Tomáš Sivok          | Cehia     | 2               | 0             | vs Bulgaria (15 October 2013)                                      | Cumul de cartonașe |
| MF   | Niki Zimling         | Danemarca | 2               | 0             | vs Malta (15 October 2013)                                         | Cumul de cartonașe |
| FW   | Nicklas Bendtner     | Danemarca | 2               | 0             | vs Malta (15 October 2013)                                         | Cumul de cartonașe |
| DF   | Nicolai Boilesen     | Danemarca | 2               | 0             | vs Malta (15 October 2013)                                         | Cumul de cartonașe |

## Asistență
| Echipa    | Total   | Maximă | Minimă | Medie  |
| --------- | ------- | ------ | ------ | ------ |
| Armenia   | 81,903  | 25,000 | 8,500  | 16,381 |
| Bulgaria  | 77,120  | 25,464 | 0      | 15,424 |
| Cehia     | 74,672  | 18,235 | 10,358 | 14,934 |
| Danemarca | 107,429 | 35,305 | 11,479 | 21,486 |
| Italia    | 140,988 | 37,027 | 18,000 | 28,198 |
| Malta     | 35,518  | 18,000 | 3,517  | 7,104  |